# Fladen (Gericht)

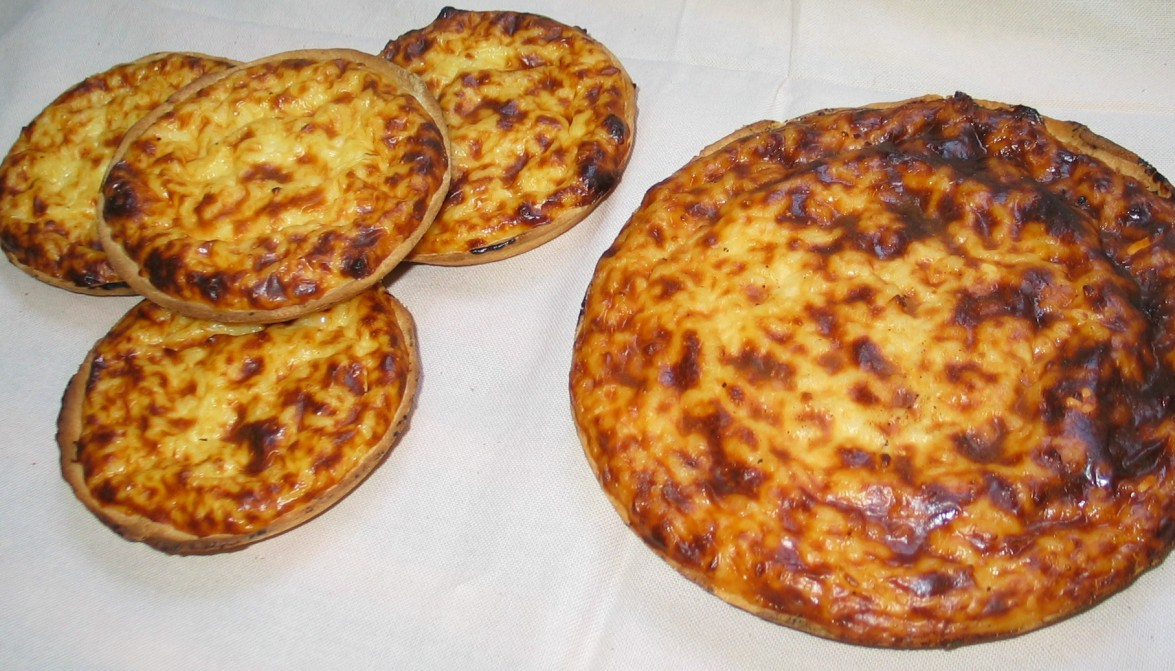
Belgischer Reisfladen

Ein Fladen (Mehrzahl Fladen, umgangssprachlich in der Mehrzahl auch als Fläden bezeichnet) ist ein gefüllter runder Kuchen auf der Grundlage eines flach ausgerollten Hefeteigs.

## Reisfladen
Der belgische Reisfladen ist eine kulinarische Spezialität aus der Gegend um Verviers in Belgien, die auch im deutschen Grenzgebiet, vornehmlich in der Region Aachen, und in der niederländischen Provinz Limburg sehr beliebt ist. Es handelt sich um einen Hefeteig mit einer Füllung aus Milchreis, der in einer Fladenform gebacken wird.
Am Vortag kocht man Reis, Milch, Zucker und Vanilleschoten, eventuell auch etwas Zimt zu einem nicht zu festen Reisbrei. Am nächsten Tag bereitet man aus diesem Brei und einigen Eiern die Füllmasse. Diese gibt man in eine, mit einer dünnen fetthaltigen zuckerlosen Hefeteigschicht ausgelegte Fladenform. Nach dem Backen lässt man den Kuchen auskühlen und serviert ihn pur oder mit Fruchtsoße, Kompott oder Schlagsahne.
Über lange Zeit gehörten die nahrhaften kleinen Reisfladen zur täglichen Standardversorgung der Radfahrer bei der Tour de France.

## Birnenfladen
Birnenfladen oder Schwarzer Fladen (im Rheinland auch Schwatze Flaam oder Spießfladen) ist eine kulinarische Spezialität aus dem westlichen Rheinland bis hin zur Maas, dem Hunsrück. Es handelt sich um einen Hefeteigboden, welcher mit einem Mus aus gedörrten Birnen oder Äpfeln, die bei Bedarf mit Wasser aufgekocht, gesüßt und gewürzt werden, gefüllt und dann gebacken wird. Der im Toggenburg in der Ostschweiz bekannte Birnenfladen, der mit Sahne übergossen wird, ist als Schlorzifladen bekannt.
Im Raum Aachen sowie in der Gegend um Eupen und Limbourg in Belgien gehört dieser Fladen bis heute hin zum traditionellen Leichenschmaus oder (rheinländisch eher:) Beerdigungskaffee.

## Aprikosenfladen
Der Aprikosenfladen ist eine kulinarische Spezialität aus dem Limburgischen (vlaai) und dem deutschen Grenzgebiet, vornehmlich in der Region Eifel-Ardennen. Es handelt sich um einen Hefeteig mit einer Füllung aus gekochten Aprikosen, der in einer Fladenform gebacken wird.
Als Variante befinden sich obenauf ein Gitter aus Teigriemchen sowie Hagelzucker. Am Niederrhein werden diese Fladen im Dialekt als "Appeltaat", "Aprikusetaat" etc. bezeichnet, was heute fälschlich mit Torte übersetzt wird, ursprünglich aber wohl in der Franzosenzeit vom französischen Tarte übernommen wurde.

## Weitere Frischobstfladen
Statt Aprikosen werden auch Kirschen, Apfel-Kompott oder Rhabarber verwendet. Bei Kirschfladen gibt es als Belagvariante Streusel.
Zudem existiert in Ostbelgien auch noch die Variante mit Pflaumenkompott und Teigriemchen.
Eine besondere Variante ist der vornehmlich im Kölner Raum verbreitete Riemchen-Apfel mit einer Apfelmusfüllung und einem Gitter aus Teigriemchen mit Hagelzucker. Diesen Kuchen gibt es mittlerweile häufig auch mit Aprikosen-, Kirsch- oder Milchreisfüllung.

## Weitere Namen und Geschichte
In Südhessen wurde früher Käsekuchen als Fladen (rheinfränkisch: Flååre) bezeichnet. Im St. Galler Dialekt ist der Fladen, ob süß oder salzig, eine Wähe. In den Niederlanden und in Belgien werden diese Art von Kuchen üblicherweise als "Vlaai" (wörtlich übersetzt: Fladen) beworben.